# 小行星10827
小行星10827（10827 Doikazunori）是一颗绕太阳运转的小行星，为主小行星带小行星。该小行星于1993年10月11日发现。

## 轨道参数
小行星10827的轨道半长轴为2.2116806 UA，离心率为0.207。